# Глазгоу
 Тази статия е за града в Шотландия.  За града в САЩ вижте Глазгоу (Монтана).  
Глазгоу (на английски: Glasgow, на галски език: Glaschu, на разговорен шотландски: Glesca или Glasgae, произнася се [ˈglɑːzgəʊ], [ˈglæzgəʊ]; за първи път в българска енциклопедия - записан като Глазгов в „Енциклопедия на братя Данчови“ от 1936 г. като немска транскрипция) е град в северозападната част на Великобритания и най-големият град в Шотландия.
Център е на административната област Глазгоу и е третият по численост на населението във Великобритания, след Лондон и Бирмингам. 

## География
Разположен е в централната част Шотландия (в нейния западен дял), в централната част на Средношотландската низина, на надморска височина около 70 – 200 м.
Намира се на брега на река Клайд и на 32 km от нейното устие.
Климатът на града е умерен, с редовни, обилни валежи. За него е характерен западният вятър, както и повишената облачност (сравнено с други региони на Шотландия).
Времето в Глазгоу се формира под влиянието на топлите въздушни течения, идващи от Атлантическия океан, където преминава топлото океанско течение Гълфстрийм. Поради това температурата в Глазгоу е сравнително висока, за разлика от градове на същата географска ширина (например Москва). Зимата е топла и влажна, лятото – прохладно (максималната температура през юли, най-топлият месец, обикновено не превишава 20°C).
- Най-ниската температура (−15°C) е регистрирана на 15 февруари 1936 г.[2]
- Най-високата температура (45°C) е регистрирана на 31 юли 1900 г.[2]

В Глазгоу има много изкуствени насаждения, алеи, паркове. Преобладава флора от умерения пояс, най-често се срещат бор и лиственица.

## История

### Древност
Археологическите находки свидетелстват, че първите поселения в долината на река Клайд са още от времената на неолита.
По-късно територията на съвременен Глазгоу се населява от келтски племена.
През годините 142 – 144 завладяващите Британия римляни издигат защитното съоръжение Антонинов вал, простиращо се от крайбрежието на Шотландия до друго отбранително укрепление и създадено, като преграда по пътя на набезите на северните племена. Остатъци от стената са се съхранили в покрайнините на Глазгоу и до наши дни (20.-21. век).

### Средновековие
Основан в средата на VI век, предполагаемо от християнския мисионер Мунго, известен и като свети Кентигерн (Cyndeyrn) - според житиеписеца Джослин от Фърнеското абатство/Фернес (сега - Бароу-ин-Фърнес, в Къмбрия), член на цистерианския орден, който пише около 1185 година, че през 543 г. свети Мунго е основал манастир на брега на реката, в близост до място известно като Молендинар (Molendinar Burn). Впоследствие там е катедралата „Св. Мънго“. През 1136 г. в присъствието на крал Дейвид I се състои освещаване на катедралата, издигната от местната църква „Св. Мънго“. След пожар тя е построена отново и осветена през 1197 г., а през следващите 2 века е реконструирана напълно. Въз основа на това, св. Мънго се счита за покровител на града, а негово изображение присъства на герба му. В края на XII век Глазгоу става важен религиозен център, а неговото население нараства до над 1500 души.

### Ново време
Индустриалната революция през XVIII век превръща Глазгоу в един от най-големите промишлени центрове на Великобритания (особено в областта на корабостроенето), а през следващото столетие разцветът на икономиката на града приема такива мащаби, че Глазгоу в тези времена е считан за втория град на Британската империя (след Лондон).
Глазгоу е един от важните религиозни и образователни центрове на Шотландия. Особено известен е Глазгоуския унверситет. 
В края на XX век, след преживени години на криза от 1920 до 1970 г., вследствие на които населението намалява, а жизненият стандарт пада, властите в Глазгоу осъществяват ред програми, които допринасят за културното и икономическо възраждане на града.

## Спорт
От Глазгоу са двата най-известни шотландски футболни клуба, ФК Селтик и ФК Рейнджърс, известни със съперничеството помежду си, донякъде подхранвано и от религиозни различия. Те се състезават в Шотландската Премиър лига. Третият професионален футболен отбор е ФК Партик Тисъл, който се състезава в Шотландската Първа дивизия. Четвъртият футболен отбор ФК Куинс Парк се състезава в Шотландската Трета дивизия. В Глазгоу се намира един от най-големите стадиони „Хемпдън Парк“, който е дом на Куинс парк и на шотландския национален отбор по футбол.

## Известни личности
Родени в Глазгоу
- Томас Нийл Крийм (1850–1892), шотландско–канадски сериен убиец
- Чарлз Рени Макинтош (1868 – 1928), архитект
- Александър Тод (1907 – 1997), биохимик
- Алистър Грей (1934 – 2019), художник, илюстратор, драматург, поет и писател на произведения в жанра научна фантастика
- Джо МакБрайд (1938–2012), футболист
- Алекс Фъргюсън (р. 1941), футболен треньор
- Бърт Дженш (1943 – 2011), музикант
- Кембъл Армстронг (1944–2013), писател
- Джордж Греъм (р. 1944), футболист и треньор по футбол
- Донован (р. 1946), музикант
- Гордън Браун (р. 1951), политик
- Малкълм Йънг (р. 1953) китарист на хардрок групата Ей Си/Ди Си
- Анди Грей (р. 1955), футболист и коментатор
- Ангъс Йънг (р. 1955), китарист на хардрок групата Ей Си/Ди Си
- Мартин Скот (р. 1956), писател
- Джилиан Филип (р. 1964), писателка
- Нийл Фъргюсън (р. 1964), историк
- Гари Маккинън (р. 1966), системен администратор и хакер
- Лора Фрейзър (р. 1976), киноактриса
- Андрю Робъртсън (р. 1994), футболист

Починали в Глазгоу
- Томас Рийд (1710 – 1796), шотландски философ
- Уилям Ранкин (1820 – 1872), физик
- Джон Брънър (1934–1995), писател

## Побратимени градове
- Витлеем, Палестина
- Далиен, Китай
- Лахор, Пакистан
- Марсилия, Франция
- Нюрнберг, Германия
- Ростов на Дон, Русия
- Торино, Италия
- Хавана, Куба